# كالدويل ستيوارت
كالدويل ستيوارت هو محامي وسياسي كندي، ولد في 2 ديسمبر 1907 في كندا، وتوفي في 25 أغسطس 1967. حزبياً، نشط في الحزب الكندي التقدمي المحافظ. وقد انتخب عضو مجلس العموم الكندي.